# Инарцо
Инарцо (итал. Inarzo) — коммуна на севере Италии. Расположен в провинции Варесе области Ломбардия.
Население составляет 1084 человек (2017 г.), плотность населения составляет 4447 чел./км². Занимает площадь 2,43 км². Почтовый индекс — 21020. Телефонный код — 0332.
Покровителями коммуны почитаются святые апостолы Пётр и Павел, имеется храм, освящённый в их честь.

## Демография
Динамика населения:

## Администрация коммуны
- Официальный сайт: http://www.comune.inarzo.va.it